# Beutolomäus und der wahre Weihnachtsmann
Die 24-teilige Fernsehserie Beutolomäus und der wahre Weihnachtsmann wurde vom 1. Dezember bis zum 24. Dezember 2017 im Rahmen der Beutolomäus-Reihe des KiKA als Adventskalender erstausgestrahlt. Sie handelt davon, wie der Geschenkesack Beutolomäus hilft, den wahren Weihnachtsmann zu finden. Regie führte Alex Schmidt.
Zum ersten Mal wird Beutolomäus komplett computeranimiert dargestellt und von Constantin von Jascheroff gesprochen.
Die Serie wurde vom 6. Dezember 2016 bis zum 8. März 2017 an 52 Drehtagen unter anderem in Berlin gedreht. Außerdem wurde die Serie 2018 für die Rockie Awards und die Pulcinella Awards nominiert.

## Inhalt
In der Weihnachtswelt wird alle 100 Jahre mittels eines magischen Kristalls ein neuer Weihnachtsmann ausgewählt. In unserer Zeit fällt die magische Wahl auf den Schornsteinfeger Sascha Claus. Doch der einsame und sich verlassen fühlende Ruprecht Tumb manipuliert die Wahl, so dass er als Weihnachtsmann erwählt wird. Nachdem die drei Weihnachtselfen Rosalie, Rosalba und Rosabella den neuen Weihnachtsmann Ruprecht in die Weihnachtswelt geholt haben, merkt Beutolomäus, der einzig wahre Sack des Weihnachtsmanns, dass an dem neuen Weihnachtsmann etwas faul ist.
Währenddessen findet das Mädchen Paule ein Buch über Weihnachtsgeschichten, worin es unter anderem auch um die Neuwahl des Weihnachtsmanns geht. Zudem bemerkt sie an ihrem Onkel Sascha einige Veränderungen: sein Bart wächst immer weiter und er kann Weihnachtsgebäck plötzlich nicht mehr widerstehen.
Beutolomäus wünscht sich zum wahren Weihnachtsmann und setzt alles daran, mit Sascha und Paule Ruprecht zu überführen.

## Episodenübersicht
- 1. Der neue Weihnachtsmann
- 2. Erste Zweifel
- 3. Überzeugungsarbeit
- 4. Ein neuer Plan
- 5. Der Schuh-Zauber
- 6. Zwei Weihnachtsmänner
- 7. Väterchen Frost
- 8. Schneeflöckchen
- 9. Die geheime Zutat
- 10. Der erste Wunsch
- 11. Ein Lachen
- 12. Der Sieger
- 13. Alles auf Anfang
- 14. Die falschen Wünsche
- 15. Weihnachtswunderland
- 16. In der Falle
- 17. Ein teuflischer Plan
- 18. Alles verloren
- 19. Die dunkle Jahreszeit
- 20. Das zersplitterte Herz
- 21. Der neue Ruprecht
- 22. Auf der Jagd nach den Kristallen
- 23. Die letzte Chance
- 24. Der schönste Tag des Jahres